# 1900 no desporto

## Eventos
- 14 de maio —  Abertura dos II Jogos Olímpicos da Era Moderna em Paris, na França.
- 18 de maio a 20 de junho - Torneio de xadrez de Paris de 1900, vencido por Emanuel Lasker.[1]

### Futebol
- 1 de janeiro —  Fundação do  Sport Club Savóia, mais tarde Clube Atlético Votorantim, na cidade de Sorocaba.
- 9 de janeiro —  Fundação da  Società Sportiva Lazio, na cidade de Roma.
- 27 de fevereiro —  Fundação do  Fußball-Club Bayern München, na cidade de Munique.
- 18 de março —  Fundação do  Amsterdamsche Football Club Ajax, na cidade de Amsterdã.
- 10 de abril —  Fundação do  Santiago National Football Club, na cidade de Santiago.
- 4 de maio —  Fundação do  1. FC Nürnberg, na cidade de Nuremberg.
- 25 de maio —  Fundação do  VfB Offenbach, na cidade de Offenbach am Main.
- 2 de junho —  Fundação do  1. FC Kaiserslautern, na cidade de Kaiserslautern.
- 7 de julho —  Fundação do  VfB Königsberg, na cidade de Königsberg.
- 19 de julho —  Fundação do  Sport Club Rio Grande, mais antigo clube de futebol do Brasil em atividade, na cidade de Rio Grande.
- 1º de agosto
  - Fundação do  Borussia Mönchengladbach, na cidade de Mönchengladbach.
  - Fundação do  SG SS Straßburg, na cidade de Estrasburgo.
- 11 de agosto —  Fundação da  Associação Atlética Ponte Preta, na cidade de Campinas.
- 21 de agosto —  Fundação do  1. FC Bocholt, na cidade de Bocholt.
- 6 de outubro —  Fundação do  Fotballklubben Kvik, na cidade de Trondheim.
- 7 de outubro —  Fundação do  Holstein Kiel, na cidade de Kiel.
- 28 de outubro —  Fundação do  Reial Club Deportiu Espanyol, na cidade de Barcelona.
- 1º de novembro —  Fundação do  Unione Sportiva Città di Palermo, na cidade de Palermo.
- 15 de novembro —  Fundação do  NEC Nijmegen, na cidade de Nijmegen.
- 1º de dezembro —  Fundação do  Football Club Messina Peloro, na cidade de Messina.
- 16 de dezembro —  Fundação do  Alemannia Aachen, na cidade de Aachen.
- 29 de dezembro —  Fundação do  Club Athlético Paulistano, na cidade de São Paulo.

### Tênis
- Na final do 2º Cincinnati Open,  Raymond D. Little vence  Nat Emerson por 3 a 0 (6-2, 6-4 e 6-2). No feminino,  Myrtle McAteer torna-se bicampeã, ao vencer  Maud Banks por 3 a 1 (6-4, 6-8, 6-2 e 6-3).
- Na final do 24º Torneio de Wimbledon,  Reginald Doherty conquista o tetracampeonato, ao vencer  Sidney Smith por 3 a 1 (6-8, 6-3, 6-1 e 6-2). No feminino,  Blanche Bingley Hillyard conquista seu sexto título, ao vencer  Charlotte Cooper por 2 a 1 (4-6, 6-4 e 6-4).
- Na final do 20º US Open,  Malcolm Whitman conquista o tricampeonato, ao vencer  William Larned por 3 a 1 (6-4, 1-6, 6-2 e 6-2). No feminino,  Myrtle McAteer vence  Edith Parker por 3 a 0 (6-2, 6-2 e 6-0).
- Na final do 10º Torneio de Roland-Garros,  Paul Aymé conquista o tetracampeonato, ao vencer  Alain Prévost.  Y. Prévost vence no feminino.

## Nascimentos
| Data           | Nome                | Profissão            | Nacionalidade                         | Observações | Ref    |
| -------------- | ------------------- | -------------------- | ------------------------------------- | ----------- | ------ |
| 10 de janeiro  | Henri Breau         | ciclista             | França                                | m. 1969     | [ 2 ]  |
| 1º de março    | Ernst Alm           | esquiador            | Suécia                                | m. 1980     | [ 3 ]  |
| 6 de março     | Lefty Grove         | jogador de beisebol  | United States                         | m. 1975     | [ 4 ]  |
| 12 de março    | Rinus van den Berge | atleta               | Países Baixos                         | m. 1972     | [ 5 ]  |
| 29 de abril    | Götz Gusztáv        | remador              | Hungria                               | m. 1970     | [ 6 ]  |
| 30 de junho    | Beatrix Loughran    | patinadora artística | Estados Unidos                        | m. 1975     | [ 7 ]  |
| 16 de julho    | André Routis        | pugilista            | França                                | m. 1969     | [ 8 ]  |
| 4 de agosto    | Louis Mistral       | futebolista          | França                                | m. 1973     | [ 9 ]  |
| 11 de agosto   | Charlie Paddock     | atleta               | Estados Unidos                        | m. 1943     | [ 10 ] |
| 1 de outubro   | Tom Goddard         | jogador de cricket   | Inglaterra                            | m. 1966     | [ 11 ] |
| 5 de outubro   | Sam Olij            | pugilista            | Países Baixos                         | m. 1975     | [ 12 ] |
| 7 de outubro   | Roger François      | halterofilista       | França                                | m. 1949     | [ 13 ] |
| 19 de outubro  | Bill Ponsford       | jogador de cricket   | Austrália (atual) · Império Britânico | m. 1991     | [ 14 ] |
| 23 de outubro  | Douglas Jardine     | jogador de cricket   | Inglaterra                            | m. 1958     | [ 15 ] |
| 11 de novembro | Halina Konopacka    | atleta               | Polónia                               | m. 1989     | [ 16 ] |
| 27 de dezembro | Hans Stuck          | automobilista        | Alemanha                              | m. 1978     | [ 17 ] |
| 29 de dezembro | Nicolas Hoydonckx   | futebolista          | Bélgica                               | m. 1985     | [ 18 ] |

## Mortes

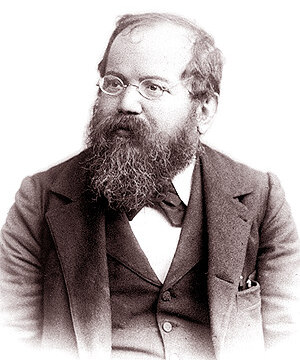
Wilhelm Steinitz

| Data           | Nome             | Profissão                          | Nacionalidade         | Observações | Ref    |
| -------------- | ---------------- | ---------------------------------- | --------------------- | ----------- | ------ |
| 12 de agosto   | Wilhelm Steinitz | enxadrista                         | Tchecoslováquia       | n. 1836     | [ 19 ] |
| 17 de novembro | John Ferris      | jogador de cricket                 | Austrália             | n. 1867     | [ 20 ] |
| ??             | Cheng Tinghua    | lutador de Baguazhang estilo Cheng | China (Dinastia Qing) | n. 1848     | [ 21 ] |